# Menominee County (Michigan)
Menominee County je okres ve státě Michigan v USA. K roku 2000 zde žilo 25 326 obyvatel. Správním městem okresu je Menominee. Celková rozloha okresu činí 3 465 km².

## Sousední okresy
| Růžice kompasu | Dickinson County            | Marquette County | Delta County | Růžice kompasu |
| Růžice kompasu | Sever                       |                  |              | Růžice kompasu |
| Růžice kompasu | Menominee County (Michigan) |                  |              | Růžice kompasu |
| Růžice kompasu | Jih                         |                  |              | Růžice kompasu |
| Růžice kompasu | Marinette County            |                  | Door County  | Růžice kompasu |